# Exil - en farvefilm
Exil - en farvefilm er en dansk eksperimentalfilm fra 1988, der er instrueret af Arne Bro efter manuskript af ham selv og Svend Hangaard.

## Handling
Et rytmisk eksperiment i farver med en mand og en dame som gennemgående figurer.